# ZNF620
ZNF620 (англ. Zinc finger protein 620) – білок, який кодується однойменним геном, розташованим у людей на короткому плечі 3-ї хромосоми.  Довжина поліпептидного ланцюга білка становить 422 амінокислот, а молекулярна маса — 48 503.
| 10         |  | 20         |  | 30         |  | 40         |  | 50         |
| ---------- |  | ---------- |  | ---------- |  | ---------- |  | ---------- |
| MFQTAWRQEP |  | VTFEDVAVYF |  | TQNEWASLDS |  | VQRALYREVM |  | LENYANVASL |
| AFPFTTPVLV |  | SQLEQGELPW |  | GLDPWEPMGR |  | EALRGICPGD |  | EARTEKEGLT |
| PKDHVSKETE |  | SFRLMVGGLP |  | GNVSQHLDFG |  | SSLEQPQGHW |  | IIKTKSKRRH |
| FTDTSARHHE |  | AYEVKNGEKF |  | EKLGKNISVS |  | TQLTTNQTNP |  | SGQISYECGQ |
| CGRYFIQMAD |  | FHRHEKCHTG |  | EKSFECKECG |  | KYFRYNSLLI |  | RHQIIHTGKK |
| PFKCKECGKG |  | LSSDTALIQH |  | QRIHTGEKPY |  | ECKECGKAFS |  | SSSVFLQHQR |
| FHTGEKLYEC |  | NECWKTFSCS |  | SSFTVHQRMH |  | TGEKPYECKE |  | CGKRLSSNTA |
| LTQHQRIHTG |  | EKPFECKECG |  | KAFNQKITLI |  | QHQRVHTGEK |  | PYECKVCGKT |
| FSWCGRFILH |  | QKLHTQKTPV |  | QA         |  |            |  |            |

A: Аланін

C: Цистеїн

D: Аспарагінова кислота

E: Глутамінова кислота

F: Фенілаланін

G: Гліцин

H: Гістидин

I: Ізолейцин

K: Лізин

L: Лейцин

M: Метіонін

N: Аспарагін

P: Пролін

Q: Глутамін

R: Аргінін

S: Серин

T: Треонін

V: Валін

W: Триптофан

Задіяний у таких біологічних процесах як транскрипція, регуляція транскрипції, альтернативний сплайсинг. 
Білок має сайт для зв'язування з іонами металів, іоном цинку, ДНК. 
Локалізований у ядрі.